# Erdei béka
Az erdei béka (Rana dalmatina) a kétéltűek (Amphibia) osztályába, a békák (Anura) rendjébe és a valódi békafélék (Ranidae) családjába tartozó faj.

## Elterjedése
Egész Közép- és Dél-Európában honos, de Ázsia nyugati területein is megtalálható.

## Megjelenése
Az erdei béka hossza 5-8 centiméter. Általában homokszínű, hátoldalának szélén sötétebb rajzolattal, ami egyszínű. Orra csúcsos. Hátulsó végtagjai feltűnően hosszúak, ezekkel valamennyi békafaj közül a legmesszebbre és legmagasabbra, 1,5-2 méterre tud ugrani.

## Életmódja
Gyakran található kertekben és emberi településeken. Erdeink békája, ezt neve is sugallja. Főként avarban és fűben van. Főként éjszaka aktív, de napközben is találkozhatunk vele. Táplálékát az erdő avarszintjén vagy erdei tisztásokon, sűrű növényzet között keresi. Rovarokra, férgekre, meztelencsigákra vadászik. Erős hátsó lábainak hosszú ugrásaival halad, menekülés közben a nagyobb példányok 1–2 m-eseket is ugorhatnak. Kirobbanó ugrásainak és rejtőszínének kombinációja miatt könnyen szem elől téveszthető. Az erdei béka többnyire éjjel aktív, de párás, nyirkos időben nappal is mutatkozhat. Szívesen elfoglalja a kerti tavakat. Októbertől márciusig téli álmot alszik.

## Szaporodása
Peterakóhelyei a tiszta vizű, sokszor időszakos erdei tavak és tavacskák. A szaporodó egyedek az összes rendelkezésre álló víztestet kihasználják. A hímek megfelelő időjárás esetén már február végén-március elején megjelenhetnek ezeknél, a nőstények is hamarosan követik őket. Párzási időszaka elnyújtottabb, mint más korán szaporodó békáké, jellemzően április elejéig-közepéig tart. A hímek nem alkotnak kórust, lágy, halk, gyorsan, ritmusosan kattogó hangjukat nem erősíti hanghólyag. Ahol a gyepi békával együtt fordul elő, sokszor lehet vegyes fajú amplexust megfigyelni, általában az erősebb gyepi hímek karolják át az erdei nőstényeket. A két faj között ugyanakkor hibridizáció nem fordul elő. 400–2000 petéjüket a párok egyenként rakják le gömbölyded csomókba. Az átalakult kisbékák május végén–júniusban hagyják el a vizet, hegyes orrukról, hosszú, csíkos hátsó lábukról többnyire ekkor már jól felismerhetőek. Az erdei béka az ősz legvégéig aktív marad, a szárazföldön, kövek vagy fatuskók alá húzódva telel át.

## Táplálkozása
Gerinctelenekkel táplálkozik.

## Képek

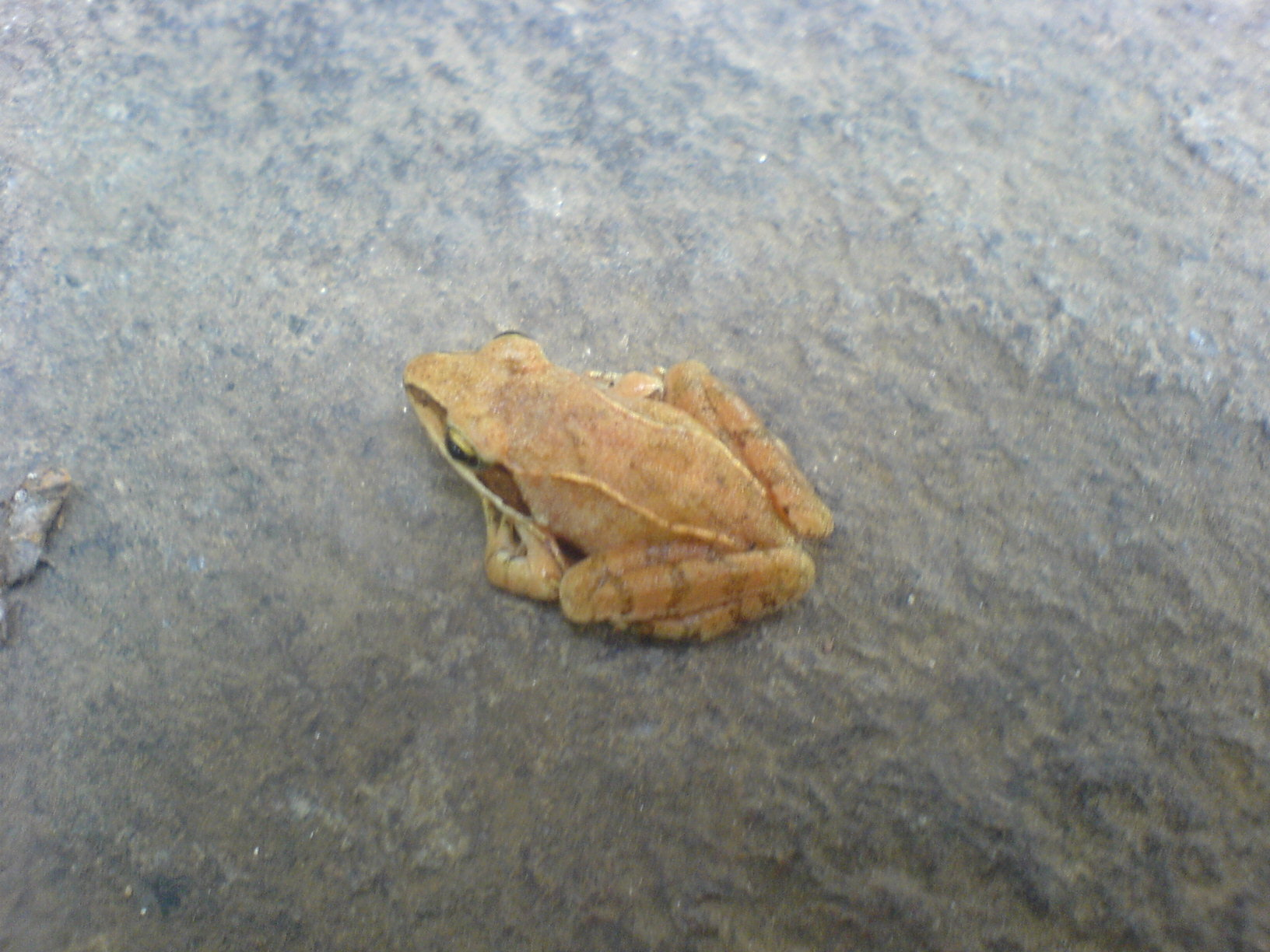
Felülről
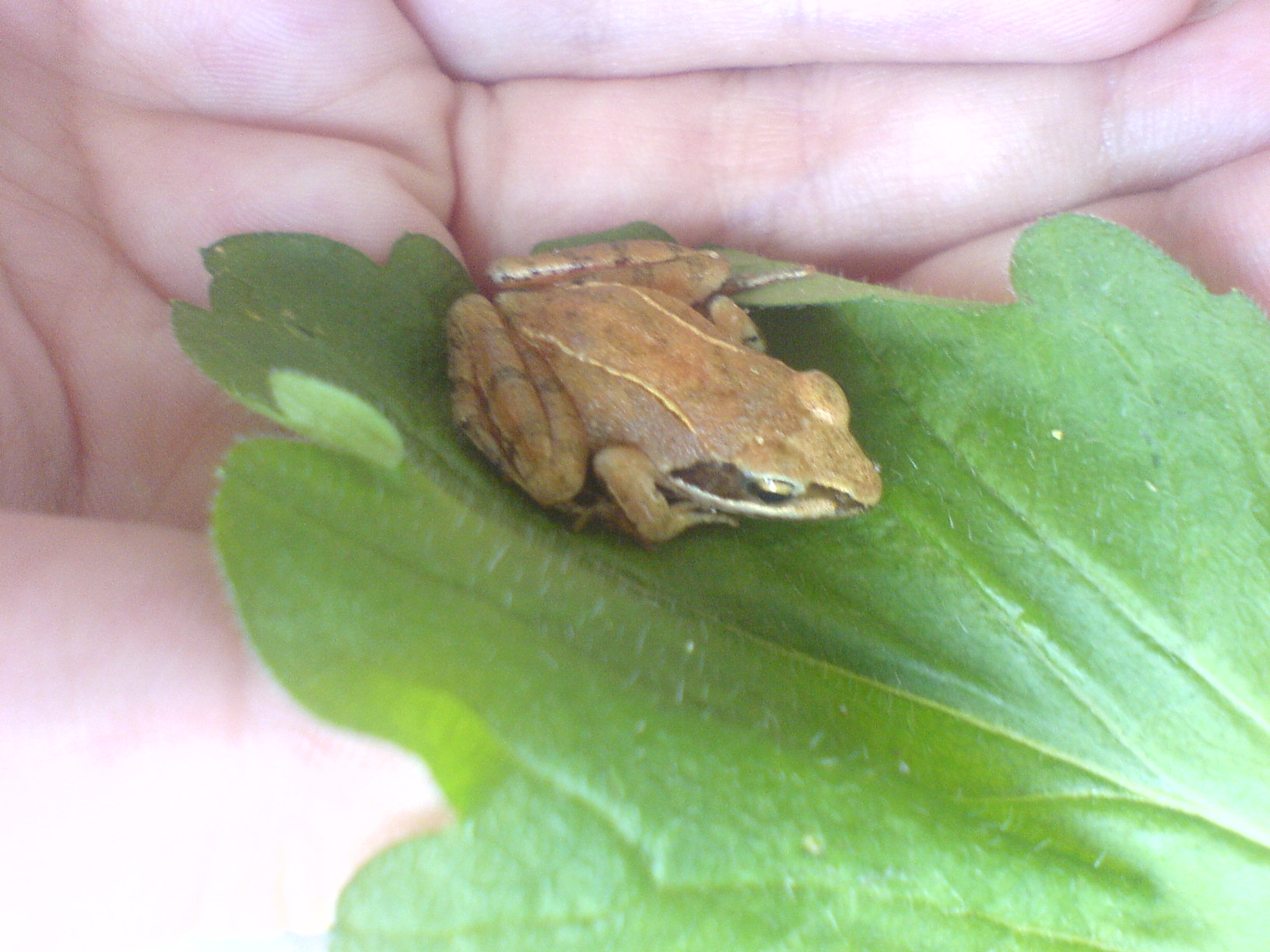
Kissé oldalról
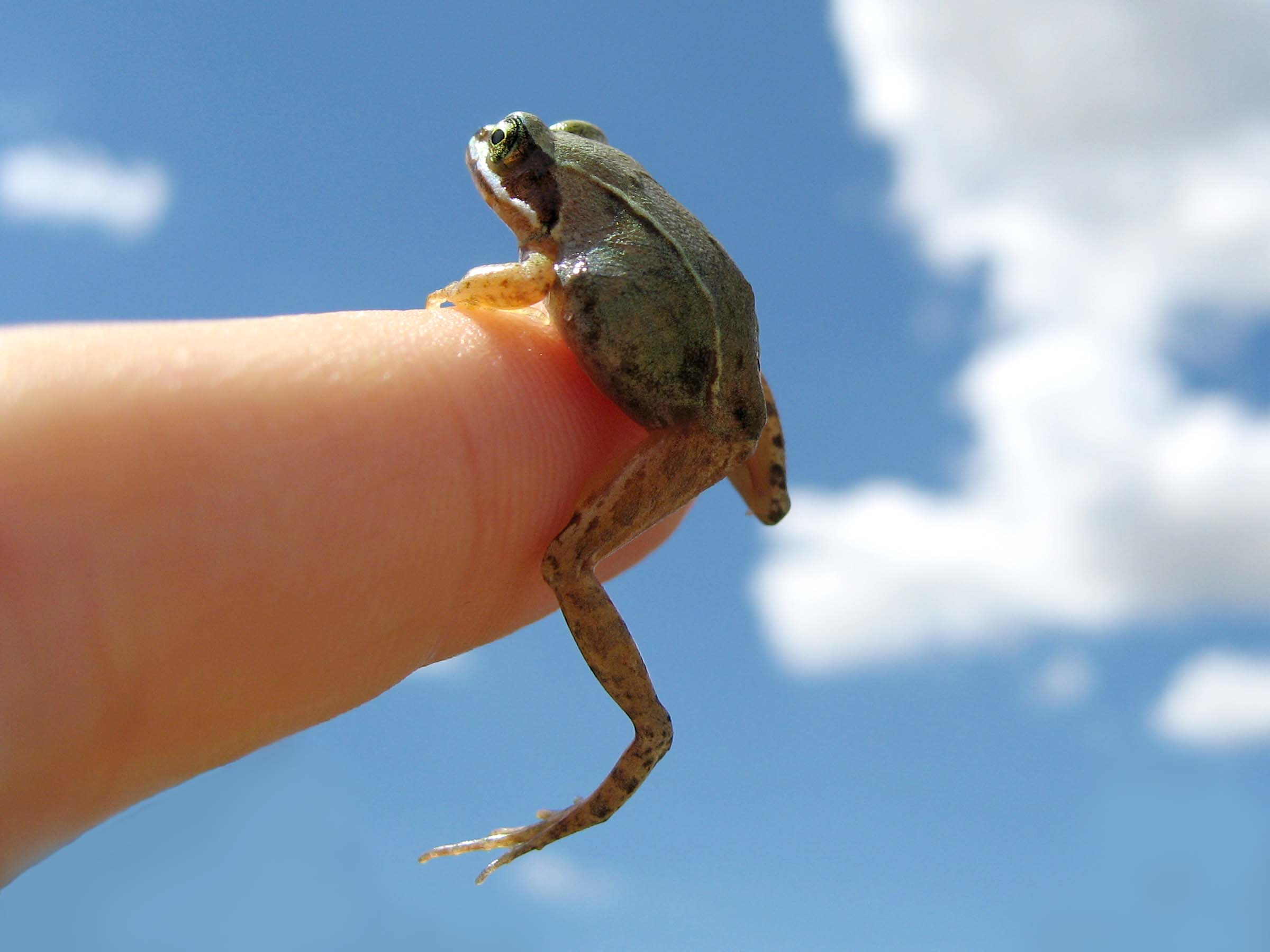
Hosszú hátsó végtagok
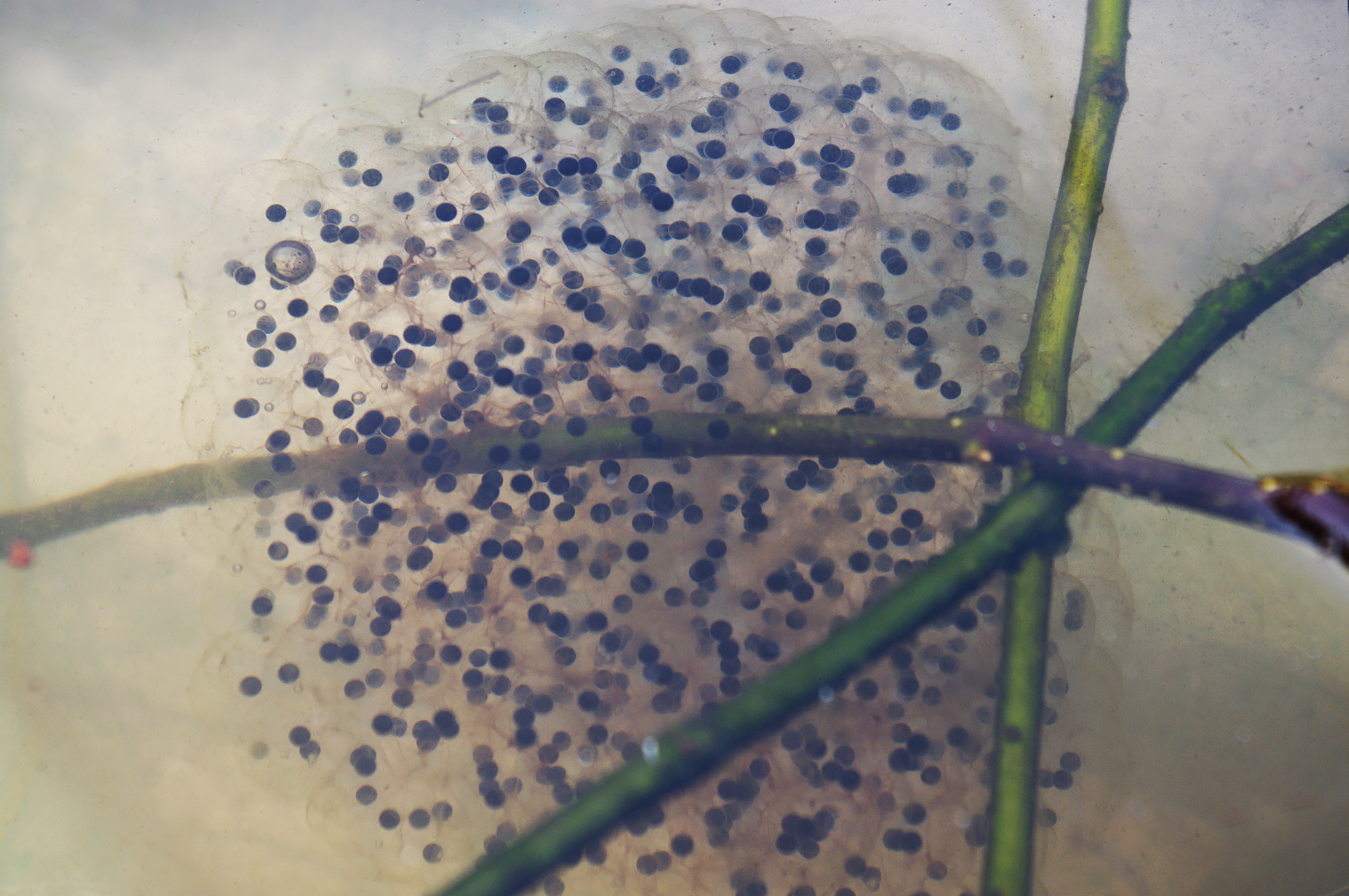
Pete csomó